# Gopi Shankar Madurai

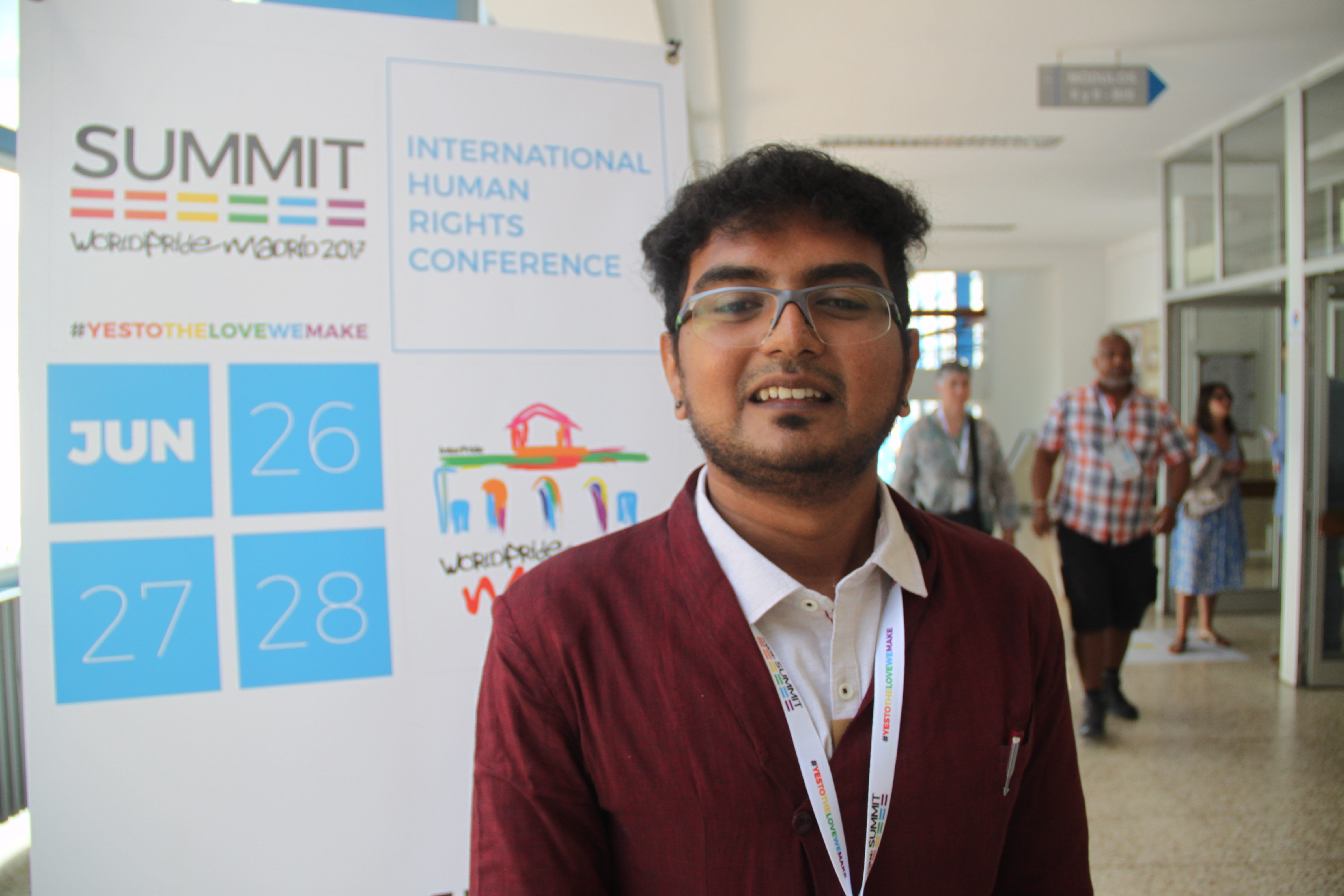
Gopi Shankar auf der World Pride in Madrid 2017

Gopi Shankar Madurai (geboren als Sarvapunya S. Mukhopadyaya am 13. April 1991 in Madurai, Tamil Nadu) ist eine indische intergeschlechtliche Person, die sich aktivistisch für Intersex- und LGBT-Rechte einsetzt.

## Leben
Shankar wurde intergeschlechtlich geboren, im Geburtsregister als Junge eingetragen und bis zum Alter von 7 Jahren als Mädchen erzogen. Mit 14 Jahren trat Shankar einem Ramakrishna-Orden bei, um die indische Philosophie und spirituelle Traditionen kennenzulernen.
Shankar studierte ab 2010 Religionswissenschaften, Philosophie und Soziologie am American College in Madurai, brach aber das Studium vor Beendigung ab aufgrund von Diskriminierungserfahrungen. Gemeinsam mit anderen Studierenden gründete Shankar 2011 die Organisation Srishti Madurai, die sich für die Rechte von intergeschlechtlichen und anderen LGBT-Personen einsetzt. Zunächst gründete die Organisation eine Beratungshotline für LGBT-Personen in mehreren südindischen Sprachen. Die Organisation setzt sich für Bewusstseinsbildung und Bildungsprojekte rund um nichtbinäre Geschlechtsidentitäten ein und machte die entsprechende Bezeichnung „genderqueer“ in Indien bekannte. Shankar erklärte dazu 2019: „Ich brauchte einige Zeit, um mit der Tatsache ins Reine zu kommen, dass ich nichtbinär (genderqueer) bleiben kann, weil ich mich weder mit einem weiblichen noch einem männlichen Körper wohlfühle.“ 2017 bat Shankar in einem Interview darum, mit dem geschlechtsneutralen Pronomen ze bezeichnet zu werden. Die Botschaft von Srishti Madurai erklärte Shankar als „die Fähigkeit, die Unschuld eines Kindes zu sehen, das nichts weiß über die gesellschaftlich vorgeschriebenen Geschlechterrollen-Erwartungen“ (bezüglich LGBT-Toleranz lag Indien 2019 auf Rang 44 von 167 Ländern).
Ab 2013 setzte sich Shankar für die Rechte der intergeschlechtlichen Athletin Santhi Soundarajan ein und startete eine Kampagne für die Rechte intergeschlechtlicher Sportler. Aufgrund des Aktivismus gab es öffentliche Morddrohungen gegen Shankar an der Universität.
2015 setzte Shankar sich dafür ein, dass Intersex-Rechte im indischen Parlament diskutiert würden, und legte Beschwerde bei der National Human Rights Commission of India (indische Menschenrechtskommission) gegen die Genitalverstümmelung von intergeschlechtlichen Kindern ein. 2019 verbot der Bundesstaat Tamil Nadu die Genitalverstümmelung von Intersex-Kindern basierend auf Shankars Aktivismus.
2016 nahm Shankar an den Wahlen zur Legislative Assembly von Tamil Nadu teil und war somit die erste intergeschlechtliche und nichtbinäre Person, die sich in Indien zu Wahlen aufstellen ließ.
2016 erhielt Shankar den Commonwealth Youth Workers Award („Commonwealth-Jugendarbeiter-Preis“). 2017 wurde Shankar in den Vorstand des Transgender-Weltverbands ILGA Asia gewählt und wirkte als ihr Sprachrohr für Intersex-Themen. Seit 2019 ist Shankar im Jugendvorstand von ILGA weltweit.
Die brasilianische Regisseurin Viviane D’Avilla drehte 2018 einen Dokumentarkurzfilm über Shankars Leben und Aktivismus.